# Auguste Matisse
Pour les articles homonymes, voir Matisse (homonymie).
Auguste Matisse, né à Nevers le 22 mai 1866 et mort à Bréhat le 19 septembre 1931, est un peintre, illustrateur et verrier français.
Frère du physicien, philosophe et épistémologue Georges Matisse (1874-1961), il n'a par contre aucun lien de parenté avec son contemporain le peintre Henri Matisse avec lequel il a parfois été confondu,,,.

## Biographie
Fils et petit-fils de négociants nivernais, Philippe Auguste Matisse entre d'abord à l'École des beaux-arts de Dijon,, avant de poursuivre sa formation à l'École nationale supérieure des beaux-arts de Paris où il devient élève de Léon Bonnat. Par contre, on ignore tout de ses maîtres dans l'art du vitrail dans lequel il allait s'illustrer par la suite. Répertorié comme artiste-peintre dès 1895 dans l’Annuaire-almanach du commerce édité par Didot-Bottin. il devient la même année membre de la Société des artistes français. Il participera alors à tous les Salons jusqu'en 1931, année de sa mort. Mais bientôt éclipsé par la figure montante du fauvisme, Auguste Matisse se trouvera progressivement marginalisé et cantonné dans la représentation de paysages maritimes, domaine où il finira toutefois par être reconnu et honoré du titre de peintre officiel de la Marine en 1924,.
À partir des années 1895-1900, Auguste Matisse passera tous ses étés dans sa maison-atelier de « La Corderie » à Bréhat, où il recevait amis et élèves. Sur l'île, il avait entre autres comme voisins André Vermare, prix de Rome de sculpture, qui avait fait construire une maison à Pen-ar-Bout, et le peintre et graveur Gustave Bourgain qui avait une villa dans les rochers de l'anse de Guerzido. 
Son travail est toujours représenté à Bréhat dans l'ancienne propriété de François Saudinos, un éditeur et marchand d'objets d'art religieux parisien de la place Saint-Sulpice, qui lui avait confié en 1919 la décoration de sa salle de séjour comportant la commande de huit tableaux pour encastrer dans les boiseries et de vitraux comme panneaux vitrés des deux portes d'accès. Auguste Matisse mourra subitement dans son atelier bréhatin le 19 septembre 1931, terrassé en plein travail par une attaque d'apoplexie à l'âge de 65 ans. Il repose dans le cimetière communal de l'île.
Sa fille Berthe (1888-1974) avait épousé l'architecte Andréas Peters, fils du peintre norvégien Wilhelm Peters, dont elle avait eu un fils Éric né en 1911. Céramiste, Éric Peters-Matisse rejoindra les rangs des FFI sous l'Occupation. Arrêté par la Gestapo en juin 1942 pour des faits de sabotage, il sera incarcéré à la prison de Fresnes, condamné à mort et fusillé deux mois plus tard. Conformément à ses dernières volontés, il est inhumé aux côtés de son grand-père dont il avait orné la tombe d'un grand médaillon en bronze dix ans plus tôt.

## Expositions

### Salon des artistes français
Peintures
- Salon de 1898 : La Vie est un combat, le rêve en est la gloire, peinture et Sainte Famille aux anges, détrempe à la cire.
- Salon de 1904 : Les Pieuvres, peinture et Dans les roses, pastel[25].
- Salon de 1906 : Dans les brisants, peinture.
- Salon de 1909 : Marine, peinture.
- Salon de 1910 : Dans la brume, peinture.
- Salon de 1913 : Les Goélettes. Veille de départ pour la grande pêche d'Islande, peinture.
- Salon de 1913 : Crépuscule, peinture (achat de l'État pour la sous-préfecture du Havre).
- Salon de 1918 : La Mer, peinture (exposition au Petit Palais).
- Salon de 1919 : Beyrouth, peinture.
- Salon de 1920 : La Mer, aquarelle.
- Salon de 1921 : Au large de Chypre, peinture.
- Salon de 1921 : La Mer de Marmara, peinture[26].
- Salon de 1922 : La Balise rouge, peinture (Salon d'automne).
- Salon de 1924 : Constantinople, peinture.

Vitraux
- Salon de 1910 : Pélican, vitrail, et Flamand, vitrail.
- Salon de 1913 : L'Aigle, carton de vitrail.
- Salon de 1913 : Le Pin, vitrail pour une porte vitrée.
- Salon de 1920 : Vitraux pour appartement moderne et Projets de vitraux pour villa bretonne.
- Salon de 1922 : Clair de lune, vitrail (commande de l'État).
- Salon de 1926 : Carton de vitrail.

### Autres lieux d'exposition
- 1902 : petite galerie Drouot, exposition de peintures.
- 1917 : galerie Georges Petit, 2e exposition des Maîtres contemporains.
- 1918 : Petit Palais, exposition au profit des œuvres de guerre[27].
- 1920 : galerie Nanzi, exposition de la Société des amis des artistes.
- 1922 : Galerie Devambez, exposition La Mer.
- 1922 : Palais des beaux-arts, Exposition coloniale de Marseille.
- 1923 : Grand Palais, Salon d'automne[28].
- 1924 : Nevers, Salon de la Société artistique de la Nièvre[29].
- 1925 : esplanade des Invalides, Exposition des Arts Décoratifs, décoration du Pavillon colonial.
- 1925 : musée Galliéra, exposition des Rénovateurs de l'art appliqué de 1890 à 1900.
- 1925 : galerie Georges Petit, Salon de la Société des peintres orientalistes français.
- 1927 : galerie Bernheim-Jeune, Salon de la Société coloniale des artistes français.
- 1927 : Grand Palais, 2e Salon nautique, section des Beaux-Arts.
- 1930 : musée de l'Orangerie, 4e Salon des artistes de la mer.
- 1931 : Grand Palais, Salon d'automne.
- 1931 : salons du Figaro, exposition de peintures.
- 1932 : Grand Palais, Salon d'automne, rétrospective Auguste Matisse (salle 18)[30].

## Œuvres dans les collections publiques
- Dijon, musée des beaux-arts : Marine, 53 x 80 cm[31].
- Paris, hôtel de ville : La Verrière du Lac, 1924[32],[33].

## Autres œuvres

### Affiches
- 1924 : Aux vainqueurs du concours de la VIIIe Olympiade Chamonix-Mont-Blanc, affiche officielle des Jeux olympiques d'hiver 1924, commande de la compagnie PLM[34].

### Illustrations
- Littérature orale et traditions du Nivernais, 2 volumes in-8°, avec des illustrations d'Auguste Matisse, Paris, Éditions E. Leroux, 1906.

## Récompenses
- 1909 : mention honorable décernée par le jury de la section de peinture de la Société des artistes français.
- 1909 : médaille de 3e classe décernée par le jury de la section de peinture de la Société des artistes français.
- 1912 : The Chicago gold medal.
- 1913 : médaille d'or décernée par le jury de la section de peinture de la Société des artistes français[35].
- 1930 : plaquette d'honneur décernée par le jury de la Société d'encouragement à l'art et à l'industrie.

## Distinctions
- Officier d'Académie (arrêté du ministre de l'Instruction publique, des Beaux-Arts et des Cultes du 21 mars 1905)[36]
- Officier de l'Instruction publique (arrêté du ministre de l'Instruction publique et des Beaux-Arts du 8 janvier 1912).
- Peintre officiel de la Marine (1924).
- Chevalier de la Légion d'Honneur au titre du ministère du Commerce (décret du 22 mai 1926). Parrain : Alix Marquet, sculpteur[37].